# Sielnica
Sielnica é um município da Eslováquia, situado no distrito de Zvolen, na região de Banská Bystrica. Tem 17,84 km² de área e sua população em 2018 foi estimada em 1.451 habitantes.

## Demografia
| Ano:        | 1994 | 2004   | 2014    | 2024   |
| ----------- | ---- | ------ | ------- | ------ |
| Broj ljudi: | 1112 | 1197   | 1392    | 1419   |
| Razlika:    |      | +7,64% | +16,29% | +1,93% |

| Ano:               | 2023 | 2024   |
| ------------------ | ---- | ------ |
| Número de pessoas: | 1415 | 1419   |
| Diferença:         |      | +0,28% |